# 妍雨
妍雨（1996年8月1日—），本名為李多斌，韓國女演員、歌手，曾是韓國女子團體MOMOLAND成員，在隊內為領Rapper、副唱、形象、中心、門面。2016年参加Mnet選秀節目《尋找MOMOLAND》，最终以第五名的成绩成为MOMOLAND的一员。
2019年，妍雨被公司強制退出MOMOLAND，並以演员身分出道，于此后参演了《Live on》、《達利和馬鈴薯湯》、《金湯匙》等多部电视剧。

## 歷程

### 早年生活
妍雨出生于首爾特別市，父亲是一名纪录片导演，因此她从小就对演戏和导演产生了兴趣。妍雨的小学时期是在忠清北道的陰城郡度过。她在学校时是田径部的一员，并且曾作为阴城郡的代表出战过相关比赛。不久后妍雨转学回到首尔，在参加多次试镜之后，妍雨在2013年左右成为了Pledis娛樂的练习生。妍雨的高中时期就读于专门培养演艺圈人士的首爾公演藝術高等學校，并在出道前取得了演技艺术科的学位。

### 偶像生涯
2016年7月15日，MLD娛樂确认妍雨将参加旗下與Mnet合作的練習生選秀節目《尋找MOMOLAND》。9月6日，妍雨在节目最终任务中取得第五名，从而成为出道組MOMOLAND的一员。11月10日，妍雨随MOMOLAND以迷你专辑《Welcome to MOMOLAND》正式出道。2017年5月至8月，妍雨与EXID成員正花和Block B成員P.O担任SBS MTV《The Show》的固定MC。2018年1月3日，MOMOLAND发行其第三张迷你专辑《GREAT!》，妍雨在主打曲〈BBoom BBoom〉的舞台表演和“直拍”在YouTube等影片分享網站和韩国各大社区论坛上迅速成为热门，这些被上传者称为“妍雨Time”的剪辑视频迅速得到了数万乃至数十万的点击量。成員JooE接受采访时称许多人可能因为她的缘故看了MOMOLAND的相关影片，但看完后他们反而注意到了妍雨。MOMOLAND被认为凭借〈BBoom BBoom〉取得了飞跃式的成功，并七次捧起了音乐节目的一位奖杯。在这之中，妍雨和JooE成为网络热门被认为是MOMOLAND成功的最大推动力之一。

#### 退队风波
2019年5月末开始，妍雨因为健康问题缺席了MOMOLAND国内外的所有活动日程，在这期间还缺席了出演的电视剧《很便宜，千里馬超市》的剧本研讨会，此时关于妍雨可能退出MOMOLAND的流言开始出现。11月10日是MOMOLAND出道三周年的纪念日，但成员娜允和Jane的贺文中并未出现妍雨及泰河、Daisy的名字，这使得妍雨等人的退队传闻甚嚣尘上。11月30日，MLD娛樂宣布妍雨和泰河退出MOMOLAND，但妍雨将留在MLD娱乐作为演员继续演艺活动。这个决定引发了包括队内霸凌在内的诸多争议。

### 演员生涯
2018年2月23日，MLD娱乐确认妍雨将特别出演MBC电视剧《偉大的誘惑者》中男主角权时贤的表姐權汝敏一角，这是她首次单独出演电视剧。2019年7月31日，多家媒体报道称妍雨将出演tvN电视剧《很便宜，千里馬超市》，这也是妍雨作为演员的出道作。剧中妍雨饰演反派DM集团专务权英九的女儿，亦是千里马超市的实习生的权智娜。
在离开MOMOLAND后，妍雨先是连续出演了Channel A电视剧《Touch》和SBS电视剧《Alice》，之后又出演了JTBC制作的电视剧《Live on》。该剧以高中广播部为背景，妍雨在剧中饰演白浩朗（郑多彬饰，主演）和池昭玹（楊惠智饰）共同的朋友姜在伊。妍雨在剧中的表演得到了诸多好评，首尔体育的安恩宰评价妍雨的角色时称：“妍雨饰演的姜在伊用少女的外貌和反转的义气女魅力成功吸引了观众的目光。”。妍雨在2020年的最后一部作品是KBS 2TV播出的《出軌的話就死定了》，她扮演了一个保守秘密的大学生角色，这一角色被评价为她向演员转型的又一成功。
2021年妍雨只出演了同样在KBS 2TV播出的水木连续剧《達利和馬鈴薯湯》，她在剧中饰演了一名虚荣的国会议员之女。次年1月19日，妍雨與MLD娱乐合約到期不續約，并与9ato Entertainment签訂专属合约。同日多家媒体报道称妍雨在转投9ato后的第一部作品将是在MBC金土連續劇《金湯匙》并将成为女副主演。妍雨在这部由同名网络漫画改编的电视剧中饰演通过金汤匙变身为富家女的吴如真。妍雨在接受采访时谈到这一角色时称：“如真是一个痴迷于追求高地位的角色，她会为了完成目标不择手段。但同时她又是一个内心隐藏着伤口，会被情绪左右的立体角色。这一角色被认为是妍雨作为演员的代表角色之一，得到了诸多好评和热议。Breaknews的朴同济评论称，妍雨通过其外貌和演技，使得这一本应是反派角色的人物得到了观众更多的同情。在当年的MBC演技大奖中，妍雨也凭借吴如真一角获得了最佳新人奖。

## 影視作品

### 電視劇
| 年份 | 頻道       | 劇名                            | 角色       | 性質 | 備註   |
| ---- | ---------- | ------------------------------- | ---------- | ---- | ------ |
| 2017 | tvN        | 《她愛上了我的謊》              | 練習生團體 | 客串 | [ 29 ] |
| 2018 | MBC        | 《偉大的誘惑者》                | 權汝敏     | 配角 | [ 17 ] |
| 2019 | tvN        | 《很便宜，千里馬超市》          | 權智娜     | 配角 | [ 19 ] |
| 2020 | Channel A  | 《Touch》                       | 鄭英兒     | 配角 | [ 20 ] |
| 2020 | SBS        | 《Alice》                       | 泰妍       | 配角 | [ 20 ] |
| 2020 | JTBC       | 《Live on》                     | 姜在伊     | 主演 | [ 22 ] |
| 2020 | KBS2       | 《出軌的話就死定了》            | 高未來     | 主演 | [ 23 ] |
| 2021 | KBS2       | 《達利和馬鈴薯湯》              | 安彩熙     | 配角 | [ 24 ] |
| 2022 | MBC        | 《金湯匙》                      | 吳如真     | 主演 | [ 28 ] |
| 2023 | MBC        | 《Numbers：大廈之林的監視者們》 | 陳妍兒     | 主演 | [ 30 ] |
| 2024 | MBC        | 《我們，家》                    | 李世娜     | 主演 |        |
| 2024 | KBS        | 《狗之聲》                      | 洪初媛     | 配角 |        |
| 2024 | JTBC       | 《玉氏夫人傳》                  | 車美鈴     |      |        |
| 2025 | U+Mobiletv | 《戀愛恐懼症》                  | 尹菲雅     | 主演 | [ 31 ] |

## 音樂作品
- 團體音樂作品請參見MOMOLAND。

### 原聲帶
| 歌曲名稱 | 發佈日期     | 合作藝人 | 戲劇               | 備註   |
| -------- | ------------ | -------- | ------------------ | ------ |
| To You   | 2023年8月9日 | 不適用   | 《戀人》OST Part.2 | [ 32 ] |

## 獎項
| 單位        | 日期           | 獎項                      | 入圍者／作品                    | 結果 | 備註   |
| ----------- | -------------- | ------------------------- | ------------------------------- | ---- | ------ |
| MBC演技大獎 | 2022年12月30日 | 女子新人獎                | 《金湯匙》                      | 獲獎 | [ 28 ] |
| MBC演技大獎 | 2023年12月30日 | 迷你劇部門 女子優秀演技獎 | 《Numbers：大廈之林的監視者們》 | 提名 |        |
| KBS演技大賞 | 2024年12月31日 | 迷你劇部門 女子優秀獎     | 《狗之聲》                      | 獲獎 |        |

## 外部連結
- 妍雨的Instagram帳戶